# باز كليفورد
باز كليفورد (بالإنجليزية: Buzz Clifford)‏ هو موسيقي ومغني أمريكي، ولد في 8 أكتوبر 1942 في بروين في الولايات المتحدة، وتوفي في 26 يناير 2018 بسبب إنفلونزا.

## وصلات خارجية
- باز كليفورد على موقع ميوزك برينز (الإنجليزية)
- باز كليفورد على موقع أول ميوزيك (الإنجليزية)
- باز كليفورد على موقع ديسكوغز (الإنجليزية)